# Jean Poitevin
Jean Poitevin (ca. 1520 - 1565) est un poète et un chantre de l'église catholique, actif à Poitiers au milieu du XVIe siècle.

## Biographie
Sa famille est originaire de Saint-Maixent-l'École. Il eut un frère prénommé Maixent, seigneur de La Bidollière [La Bidolière, à proximité de Saint-Maixent-l'École], qui fut avocat et échevin de Poitiers dès le 9 septembre 1559, puis maire en 1564.
En 1550, Jean Poitevin est chantre en l'église Sainte-Radegonde de Poitiers. Quelques actes sont connus le concernant : un prêt de 100 lt contracté le 7 décembre 1554 envers ses confrères ; en 1559 il est député avec le chanoine Guillaume de Trou pour représenter le chapitre de Sainte-Radegonde à la réunion du clergé du diocèse pour l'octroi du don gratuit et caritatif de 40 000 lt réclamé par le roi Henri II. La même année il comparaît à l'assemblée pour la réformation de la coutume de Poitou.
En 1560, il représente en compagnie du chanoine Pierre Herbert le représentant de son chapitre à l'assemblée du clergé des diocèses de Poitiers, Luçon et Maillezais, réunie à Poitiers pour choisir les députés aux États Généraux de 1560-1561. Jean Poitevin était lié au prieur de Sainte-Radegonde, Jean Sacher, originaire comme lui de Saint-Maixent.
En août 1562, Jean Poitevin fait partie des notables du chapitre qui constatent les déprédations et les pillages perpétrés par les Protestants dans l'église Sainte-Radegonde. En août 1564, c'est lui qui reçoit le nouvel évêque de Poitiers, Messire Charles de Pérusse des Cars, au nom du chapitre de Sainte-Radegonde.
Jean Poitevin meurt le 20 ou le 21 janvier 1565 en sa maison de la Chanterie de Sainte-Radegonde. Il est enterré le 22 janvier dans la nef principale de l'église. C'est son neveu Jean (sans doute son filleul), fils de son frère Maixent, qui lui succède. Jean Poitevin est mort sans doute assez jeune car son frère Maixent lui a survécu plus de trente ans. Il a dû naître vers 1520, environ.

## Œuvres

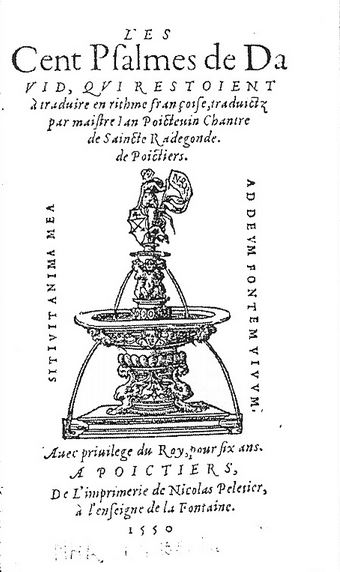
Page de titre des Cent psalmes de Jean Poitevin (Poitiers, 1550).

Les seules œuvres poétiques connues de Jean Poitevin sont la traduction en vers français des psaumes qui n'avaient pas déjà été traduits par Clément Marot.
- Vingt et deux octonaires du psalme cent dixneuf. Treize psalmes traduicts par divers autheurs. Avec plusieurs cantiques, lesquelz n'ont esté imprimez jusques à maintenant. - [Paris, 1549]. Dédicace à Marguerite d'Angoulême, reine de Navarre (qui décède en 1549). 16°, 32 f. Amsterdam VUB, Paris BPF, Paris BNF, Versailles BM. Cette édition est en général reliée avec des recueils de psaumes parus entre 1551 et 1553. Guillo 1990 n° 6.

La première publication de Poitevin concerne le Ps. 119, le plus long de tous, divisé en 22 octonaires annoncés chacun par une lettre hébraïque. Ce livret se continue avec 10 psaumes et 3 cantiques, dus à divers auteurs, parmi lesquels Claude Le Maistre, Guillaume Guéroult, Christophe Richer.
- Les cent psalmes qui restoient à traduire en rithme françoise, traduictz par maistre Ian Poictevin chantre de Saincte Radegonde de Poitiers. - Poitiers : Nicolas Peletier, 1550. 8°, [12]-313-[1] p. Les psaumes sont précédés de leur argument et de leur incipit latin. L'édition existe sous deux émissions, datées 1550 et 1551, parfaitement identiques par ailleurs. Cambridge (Mass.) HUL, Genève MHR, Paris BNF, Paris Ars., Paris Maz. Guillo 1990 n° 9.

Cette traduction concerne les cent psaumes que Marot n'avait pas traduits (y compris le Ps. 119 repris de l'édition de 1549). Au moment où il les traduisait, N. Z. Davis a supposé que Poitevin était en contact avec Jacques Peletier du Mans, autre poète intéressé à la traduction des psaumes. On en connaît deux rééditions contenant les cent psaumes seuls :
- Les cent psalmes qui restoient à traduire en rithme françoise, traduictz par maistre Ian Poictevin chantre de Saincte Radegonde de Poitiers. - Poitiers : Nicolas Peletier, 1551. 8°, 326 p. numérotées (6), 7-144, 144-319, (6). Poitiers BM. Guillo 1990 n° 10. Edition inutilisable (monstruosité typographique), publiée en même temps qu'une édition des 50 psaumes de Marot (également inutilisable, cf. Guillo 1990 n° 11).

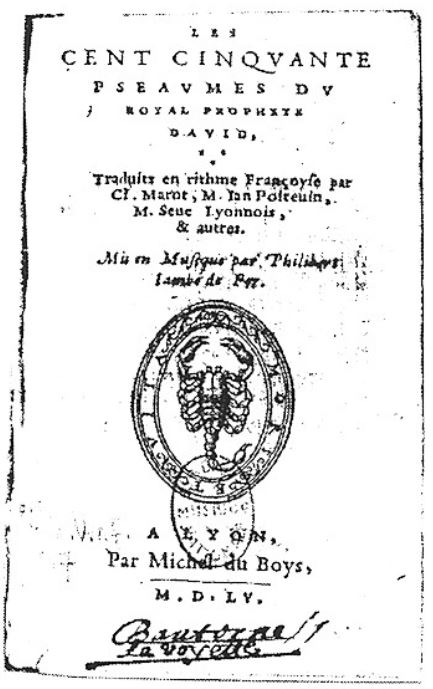
Page de titre des Cent cinquante psaumes de Marot et Poitevin avec les mélodies par Philibert Jambe de Fer (Lyon, 1555).

- Cent psalmes de David, qui restoient à traduire en rithme françoise, traduictz par maistre Jean Poictevin chantre de Saince Rdegonde de Poictiers. - Mons : Jehan Monsieur, 1554 (impr. Anvers : Jean Verwithagen). 16°, [10]-305-[3] p. Paris BPF. Guillo 1990 n° 14. Edition publiée en même temps qu'une édition des 50 psaumes de Marot (cf. Guillo 1990 n° 15).

Une fois les psaumes de Marot et de Poitevin retriés dans leur ordre biblique, l'ensemble constitua le Psautier de Lyon, recueil publié à plusieurs reprises à partir de 1554, doté de mélodies en 1555 par Philibert Jambe de fer et approprié par la mouvance protestante. Mais rien dans les traductions de Poitevin ne laisse suspecter une sympathie pour la Réforme ; il resta semble-t-il à distance de la mouvance réformée et rien ne montre que ses publications lui aient valu des ennuis.

## Réception
Hormis leur emploi dans le Psautier de Lyon (lui-même plus publié après 1561), les psaumes de Poitevin n'eurent qu'un retentissement limité. Son Ps. 119, sans doute parce qu'il était pénible à traduire, fut aussi repris dans le Psautier de Paris.
Ses textes n'ont été que rarement mis en musique ; on peut toutefois signaler que le recueil intitulé Bassus novi prorsus et elegantis libri musici (Düsseldorf : J. Oridryus et Albert Buys, 1561) contient deux psaumes de Poitevin : le Ps. 55 Entens, Seigneur, il est saison mis en musique à 4 voix par Martin Peudargent et le Ps. 89 Où est celuy lequel se peust vanter mis en musique à 5 voix par Petit Jan de Latre.